# Monino
Monino (in russo Монино?) è una cittadina della Russia europea centrale, situata nella oblast' di Mosca (rajon Ščëlkovskij).
Sorge nella parte centrale della oblast', 23 chilometri a est di Mosca, vi ha sede il Museo centrale della Federazione Russa delle aeronautiche militari e l'Accademia dell'aeronautica militare Jurij Gagarin" dell'URSS e poi della Federazione Russa.